# De Kogge

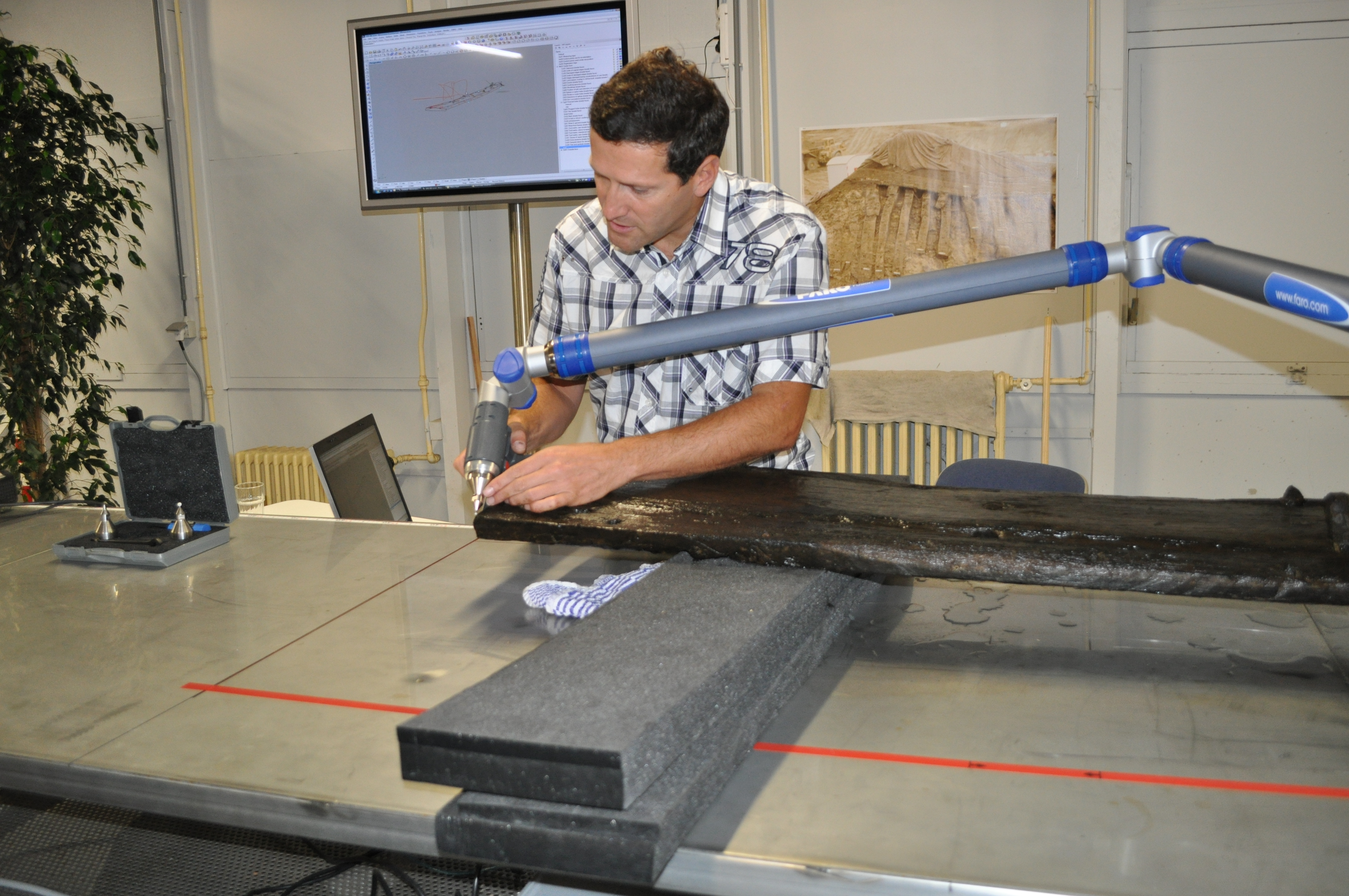
Onderzoek van De Kogge met de Faro-arm

De Kogge is het project van het agentschap Onroerend Erfgoed dat de zogenaamde koggen van Doel onderzoekt. Die twee middeleeuwse handelsschepen werden op enkele tientallen meter van elkaar gevonden bij het uitgraven van het Deurganckdok. De vondsten werden in 2000 en 2002 gedaan. De schepen worden officieel als Doel 1 en Doel 2 benoemd.
De term "de kogge" wordt gemeenzaam gebruikt voor de grootste kogge, die 21 meter lang en 8 meter breed was en officieel als Doel 1 wordt benoemd. Die vondst wordt beschouwd als een van de meest volledige, hoewel mast noch kastelen zijn teruggevonden. Ook van bemanning of lading is geen spoor teruggevonden. Herstellingen tonen wel aan dat het schip in gebruik moet zijn geweest.
Het multidisciplinaire onderzoek ging op 24 juni 2010 van start in het Waterbouwkundig Laboratorium in Borgerhout en leidde tot verschillende wetenschappelijke en publieksgerichte publicaties. De Kogge hield in die tijd het grote publiek op de hoogte van dagdagelijkse vorderingen en inzichten via een eigen twitter-account en een eigen Facebook pagina waarmee het een groot aantal volgers bereikte. De schepen ondergaan momenteel een conservatiebehandeling. Het doel is om Doel 1 tentoon te stellen. De onderhandelingen met potentiële locaties zijn nog lopende.
De schepen worden vaak in één adem genoemd hoewel ze enkele jaren van elkaar werden gevonden en uit verschillende streken afkomstig zijn. De eerste (best bewaarde) kogge werd gedateerd op 1325-1326 en komt uit Nedersaksen. De minder goed bewaarde kogge is gebouwd uit Pools hout en dateert van na 1328.